# Aziziyah, Hama
Al-Aziziyah (tiếng Ả Rập: العزيزية) là một ngôi làng Syria nằm ở Al-Hamraa Nahiyah ở huyện Hama, Hama. Theo Cục Thống kê Trung ương Syria (CBS), Aziziyeh, Hama có dân số 533 trong cuộc điều tra dân số năm 2004.. Trong Nội chiến Syria, Al-Aziziyah đã bị ISIS bắt giữ từ phe đối lập, sau đó vào ngày 6 tháng 2 năm 2018, Al-Aziziyah đã được SAA giải phóng.